# Templář (kniha)
Templář (švédsky Tempelriddaren, anglicky The Knight Templar) je kniha a druhý díl Křižácké trilogie švédského spisovatele Jana Guilloua. Kniha se odehrává ve druhé polovině 12. století a sleduje osudy fiktivní postavy Arna Magnussona od jeho 27 let až do doby jeho návratu ze Svaté země. Poprvé vyšla ve Švédsku v červnu 1999. Celé Křižácké trilogie se prodalo více než 2 milióny výtisků a byla přeložena do více než 10 jazyků (angličtina, bulharština, čeština, dánština, nizozemština, estonština, finština, italština, katalánština, němčina, norština, polština, portugalština, španělština).

## Vydání v češtině
- Templář. Praha : Argo, 2010. 380 s. ISBN 978-80-257-0311-3.

## Filmové zpracování
Všechny tři díly Křižácké trilogie byly zpracovány ve filmech Arn – Templář (Arn - Tempelriddaren, 2007) a Arn – Království na konci cesty (Arn - Riket vid vägens slut, 2008). Hlavní roli Arna Magnussona ztvárnil v obou filmech švédský herec Joakim Nätterqvist.